# Proctacanthella tolandi
Proctacanthella tolandi är en tvåvingeart som beskrevs av Wilcox 1965. Proctacanthella tolandi ingår i släktet Proctacanthella och familjen rovflugor. Inga underarter finns listade i Catalogue of Life.